# Złota mahmudia
Złota mahmudia – polsko-bułgarski film przygodowy i familijny z 1986 roku w reżyserii Kazimierza Tarnasa, zrealizowany na podstawie powieści Lesława Bartelskiego pod tym samym tytułem.

## Obsada
- Zdzisław Kozień jako Georgi, bułgarski rybak
- Leon Niemczyk jako kapitan Angeł, dowódca kutra „Sijki”
- Rafał Węgrzyniak jako Staś
- Norbert Kliszczewski jako Piotrek
- Bronisław Cieślak jako Sławek, ojciec Piotrka
- Dosio Dossew jako Sławczo, ojciec Stasia
- Roch Siemianowski jako Zachary, członek załogi „Sijki”
- Walentyna Łaska jako żona Sławcza
- Grażyna Górska jako Agnieszka, siostra Piotrka
- Maria Gładkowska jako mama Piotrka
- Zofia Rysiówna jako babcia Stasia

## Produkcja
Film powstał jako koprodukcja polsko-bułgarska i był realizowany przez Studio Filmowe „Profil”. Zdjęcia kręcono w 1986 roku nad Morzem Czarnym. Reżyserem i autorem scenariusza był Kazimierz Tarnas, adaptujący powieść Lesława Bartelskiego. Muzykę skomponował Seweryn Krajewski, autorem zdjęć był Zdzisław Kaczmarek, a montażem zajął się Zbigniew Osiński. Premiera kinowa odbyła się 2 marca 1987 roku. Film przeznaczony był głównie dla młodszej widowni i wpisuje się w nurt wakacyjnych przygodówek z udziałem dzieci i młodzieży. 

## Fabuła
Akcja filmu rozgrywa się podczas wakacji nad Morzem Czarnym, gdzie Staś i Piotrek przebywają u rodziny w Bułgarii. Chłopcy poznają miejscową legendę o zatopionej łodzi z posagiem córki tureckiego beja i postanawiają ją odnaleźć. W tajemnicy przed dorosłymi wyruszają z rybakami w morze. Po odnalezieniu wraku i skrzyni ze złotem dochodzi do zdrady – rybak Georgi ucieka ze skrzynią. Chłopcy ruszają jego śladem, ale ostatecznie skrzynia zostaje zatopiona, a bohaterowie wracają z przygody zaledwie z jedną złotą monetą i wielkim wspomnieniem.